# Вильнёв-Лубе (кантон)
Вильнёв-Лубе́ (фр. Canton de Villeneuve-Loubet) — кантон на юго-востоке Франции в регионе Прованс — Альпы — Лазурный Берег, департамент Приморские Альпы, округ Грас. Кантон был создан 22 марта 2015 года, он включает в себя 4 коммуны.

## История
Кантон Вильнёв-Лубе — новая единица административно-территориального деления Франции (департамент Приморские Альпы, округ Грас), созданная декретом от 24 февраля 2014 года после упразднения кантонов: Западный Кань-сюр-Мер и Ле-Бар-сюр-Лу. Новая норма административного деления вступила в силу на первых региональных (территориальных) выборах (новый тип выборов во Франции). Таким образом, единые территориальные выборы заменяют два вида голосования, существовавших до сих пор: региональные выборы и кантональные выборы (выборы генеральных советников). Первые выборы такого типа, на которых избирают одновременно и региональных советников (членов парламентов французских регионов) и генеральных советников (членов парламентов французских департаментов) состоялись в коммуне Вильнёв-Лубе 22 марта 2015 года. Эта дата официально считается датой создания нового кантона. Начиная с этих выборов, советники избираются по смешанной системе (мажоритарной и пропорциональной). Избиратели каждого кантона выбирают Совет департамента (новое название генерального Совета): двух советников разного пола. Этот новый механизм голосования потребовал перераспределения коммун по кантонам, количество которых в департаменте уменьшилось вдвое с округлением итоговой величины вверх до нечётного числа в соответствии с условиями минимального порога, определённого статьёй 4 закона от 17 мая 2013 года. В результате пересмотра общее количество кантонов департамента Приморские Альпы в 2015 году уменьшилось с 52-х до 27-ти.
Советники департаментов избираются сроком на 6 лет. Выборы территориальных и генеральных советников проводят по смешанной системе: 80 % мест распределяется по мажоритарной системе и 20 % — по пропорциональной системе на основе списка департаментов. В соответствии с действующей во Франции избирательной системой для победы на выборах кандидату в первом туре необходимо получить абсолютное большинство голосов (то есть больше половины голосов из числа не менее 25 % зарегистрированных избирателей). В случае, когда по результатам первого тура ни один кандидат не набирает абсолютного большинства голосов, проводится второй тур голосования. К участию во втором туре допускаются только те кандидаты, которые в первом туре получили поддержку не менее 12,5 % от зарегистрированных и проголосовавших «за» избирателей. При этом, для победы во втором туре выборов достаточно простого большинства (побеждает кандидат, набравший наибольшее число голосов).

## Консулы кантона
После реформы 2015 года консулов избирают парами:
| Консулы кантона после реформы 2015 года: | Консулы кантона после реформы 2015 года: | Консулы кантона после реформы 2015 года: | Консулы кантона после реформы 2015 года: |
| Период                                   | Пара консулов                            | Статус                                   | Должность                                |
| ---------------------------------------- | ---------------------------------------- | ---------------------------------------- | ---------------------------------------- |
| 2015 — 2021                              | Marie Benassayag                         |                                          |                                          |
| 2015 — 2021                              | Michel Rossi                             |                                          |                                          |

## Состав кантона
Новый кантон в составе округа Грас сформирован 22 марта 2015 года. По данным INSEE, кантон Вильнёв-Лубе включает в себя 3 коммуны из состава упразднённого кантона Западный Кань-сюр-Мер: Вильнёв-Лубе, Ла-Коль-сюр-Лу, Сен-Поль-де-Ванс и коммуну Рокфор-ле-Пен из состава упразднённого кантона Ле-Бар-сюр-Лу. Суммарная численность населения кантона — 32 069 человек (2013).
С 22 марта 2015 года кантону подчинены 4 коммуны:
| Код INSEE | Коммуна          | Французское название | Почтовый индекс | Площадь, км² | Население (2013) | Плотность, чел/км² |
| --------- | ---------------- | -------------------- | --------------- | ------------ | ---------------- | ------------------ |
| 06044     | Ла-Коль-сюр-Лу   | La Colle-sur-Loup    | 06480           | 9,82         | 7815             | 786,8              |
| 06105     | Рокфор-ле-Пен    | Roquefort-les-Pins   | 06330           | 21,53        | 6404             | 289,0              |
| 06128     | Сен-Поль-де-Ванс | Saint-Paul-de-Vence  | 06570           | 7,26         | 3504             | 488,7              |
| 06161     | Вильнёв-Лубе     | Villeneuve-Loubet    | 06270           | 19,60        | 14 346           | 755,8              |